# Huy chương Moran
Huy chương Moran (tiếng Anh: Moran Medal) là một giải thưởng của Viện hàn lâm Khoa học Úc dành cho những đóng góp xuất sắc của các nhà khoa học Úc dưới 40 tuổi trong các lãnh vực xác suất ứng dụng, sinh trắc học, di truyền học định lượng, khoa đo tâm thần (psychometrics) và khoa học thống kê.
Huy chương này được đặt theo tên nhà thống kê học nổi tiếng Pat Moran - người có những thành tựu nổi bật trong lãnh vực xác suất – và được trao mỗi 2 năm.

## Những người đoạt huy chương
| Năm  | Người đoạt huy chương      | Nơi làm việc              | Tiểu bang                       | Ngành chuyên môn                       | Ghi chú |
| ---- | -------------------------- | ------------------------- | ------------------------------- | -------------------------------------- | ------- |
| 2013 | Aurore Delaigle            | Đại học Melbourne         | Melbourne, Úc                   | Thống kê                               | [ 1 ]   |
| 2011 | Scott Sisson & Mark Tanaka | Đại học New South Wales   | Sydney, Úc                      | Thống kê                               | [ 2 ]   |
| 2009 | Melanie Bahlo              | Viện Walter và Eliza Hall | Melbourne, Úc                   | Khoa học thống kê                      | [ 3 ]   |
| 2007 | Rob J. Hyndman             | Đại học Monash            | Melbourne, Úc                   | Nhiều lãnh vực trong Khoa học thống kê | [ 4 ]   |
| 2005 | Mark W. Blows              | Đại học Queensland        | Brisbane, Úc                    | Di truyền học định lượng               |         |
| 2003 | Nigel G. Bean              | Đại học Adelaide          | Adelaide, Úc                    | xác suất ứng dụng                      | [ 5 ]   |
| 2001 | Aihua Xia                  | Đại học Melbourne         | Melbourne, Úc                   | xác suất ứng dụng                      |         |
| 1997 | Matthew P. Wand            | Đại học Wollongong        | Wollongong, New South Wales, Úc | Khoa học thống kê                      | [ 6 ]   |
| 1993 | Philip K. Pollett          | Đại học Queensland        | Brisbane, Úc                    | xác suất ứng dụng                      | [ 7 ]   |
| 1990 | Alan H. Welsh              | Đại học quốc gia Úc       | Canberra, Úc                    |                                        |         |